# Esta noche con Moria Casán
«Esta noche con Moria Casán» es un programa de televisión argentino, presentado por la artista argentina Moria Casán. Se emitió desde el miércoles 13 de julio de 2011, todos los miércoles por el canal Magazine, hasta el 5 de octubre de 2011, totalizando 13 emisiones.

## Descripción
En cada entrega, Moria invitaba a una reconocida personalidad a subir a bordo de un autobús llamado el Moria Bus. Juntos emprendían un viaje por la Ciudad de Buenos Aires, en el que la conductora le hacía una serie de preguntas.
Además, en cada emisión, Moria Casán protagonizó sketchs que contaron con invitados especiales (sus clásicos Rita Turdero y Nylon) y ofrecía monólogos que versaban sobre temas relacionados con la actualidad.

## Secciones

### Entrevistas
Cada programa contaba con un invitado especial, que era entrevistado por Moria a bordo del "Moria Bus", recorriendo las principales zonas de la Capital Federal:
- Programa 1: Jorge Lanata (periodista)
- Programa 2: Sofía Gala Castiglione (actriz)
- Programa 3: Chiche Gelblung (periodista)
- Programa 4: Guillermo Coppola (mánager futbolístico)
- Programa 5: Reina Reech (actriz, vedette, animadora, productora y directora artística)
- Programa 6: Gerardo Sofovich (productor y director artístico, guionista, conductor y actor)
- Programa 7: Luis Ventura (periodista)
- Programa 8: Marley (conductor y productor)
- Programa 9: Claudio María Domínguez (difusor espiritual y conductor)
- Programa 10: Enrique Pinti (actor, humorista, dramaturgo y director)
- Programa 11: Luciana Salazar (modelo, vedette, actriz y cantante)
- Programa 12: Palito Ortega (cantante, compositor y actor)
- Programa 13: Jorge Rial (periodista y conductor)

### Monólogos
Moria abría y cerraba el programa con un monólogo, en los que repasaba temas de la actualidad del espectáculo y de la sociedad en sí.

### Sketchs
Moria revivía a dos de sus personajes: Rita Turdero y Nylon.
En "Rita Turdero", Moria personificaba a la "reina de la bailanta", que ahora atiende un spa junto a su asistente, personificado por Toti Ciliberto. Cada emisión contaba con actores invitados:
- Programa 1: Fátima Florez y Pablo Ruiz.
- Programa 2: Valeria Archimó y Carna.
- Programa 3: Marcelo De Bellis y Florencia Tesouro.
- Programa 4: Virginia Gallardo y José María Muscari.
- Programa 5: Estefanía Xipolitakis, Horacio Pagani y Cecilia "Chechu" Rolle.
- Programa 6: Hernán Cabanas y Nora Cárpena.
- Programa 7: Julia Calvo y Alejandro Müller.
- Programa 8: Turco Naím, Bárbara Armesto y Ailén Bechara.
- Programa 9: Tota Santillán y Norma Pons.
- Programa 10: Pocho la Pantera y Alejandra Majluf.
- Programa 11: -
- Programa 12: Carolina Papaleo y Emiliano Rella.
- Programa 13: Cecilia Milone y Silvio Soldán.

En "Nylon", Moria interpretaba dos personajes: a ella misma en una personificación exagerada de su vida, y a su malcriada hija Nylon. También cada sketch tenía actores invitados:
- Programa 1: Diego Reinhold.
- Programa 2: Miguel Ángel Cherutti.
- Programa 3: -
- Programa 4: Gladys Florimonte.
- Programa 5: Rodrigo Rodríguez.
- Programa 6: -
- Programa 7: Marcelo Iripino.
- Programa 8: Teto Medina.
- Programa 9: Bruno Spinetto.
- Programa 10: -
- Programa 11: Esteban Morais.
- Programa 12: Marcelo Polino.
- Programa 13: -